# مجلس الوزراء الكويتي 1981
مجلس الوزراء الكويتي 1981 أو الحكومة الكويتية الحادية عشر أو حكومة سعد العبد الله الثانية هي الوزارة رقم 11 في تاريخ دولة الكويت منذ الاستقلال عام 1961، تشكّلت في تاريخ 4 مارس 1981، برئاسة ولي العهد الكويتي - آنذاك - الشيخ سعد العبد الله السالم الصباح، واستمرت حتى 23 فبراير 1985.

## التشكيلة الوزارية
- رئيس الوزراء: سعد العبد الله السالم الصباح
- نائب رئيس مجلس الوزراء ووزير الخارجية ووزير الإعلام بالوكالة: صباح الأحمد الجابر الصباح
- وزير الأوقاف والشؤون الإسلامية: أحمد سعد الجاسر
- وزير التجارة والصناعة: جاسم خالد المرزوق
- وزير الشؤون الاجتماعية والعمل ووزير الإسكان: حمد عيسى الرجيب
- وزير الكهرباء والماء: خلف أحمد الخلف
- وزير الدفاع: سالم صباح السالم الصباح
- وزير العدل والشؤون الإدارية والقانونية: سلمان الدعيج الصباح
- وزير الصحة العامة: عبد الرحمن محمد عبد الله العوضي
- وزير الدولة لشؤون مجلس الوزراء: عبد العزيز حسين
- وزير الأشغال العامة: عبد الله الدخيل الرشيد
- وزير المالية ووزير التخطيط: عبد اللطيف يوسف الحمد
- وزير النفط: علي الخليفة العذبي الصباح
- وزير المواصلات: عيسى محمد إبراهيم المزيدي
- وزير الداخلية: نواف الأحمد الجابر الصباح
- وزير التربية: يعقوب يوسف الغنيم